# روي بول
روي بول (بالإنجليزية: Roy Paul)‏؛ (مواليد 18 أبريل 1920 - الوفاة 21 مايو 2002) هو مدرب ولاعب كرة قدم ويلزي سابق بدأ مسيرته كلاعب عام 1939 مع سوانزي سيتي. وكان يلعب كمدافع